# ニコラ・シェドヴィル
ニコラ・シェドヴィル（Nicolas Chédeville, 1705年2月20日 - 1782年8月6日）は、フランスの作曲家、オーボエ奏者、ミュゼットの演奏者兼製作者。

## 生涯
ウール県のセレで生まれる。音楽家のピエール・シェドヴィル（1694年 - 1725年）、エスプリ・フィリップ ・シェドヴィル（1696年 - 1762年）とは兄弟。叔父で代父のルイ・オトテールから、音楽教育と楽器の作り方を学ぶ。1720年代にはパリ・オペラ座のオーケストラでオーボエとミュゼットの演奏を始める。1732年に叔父のオテトールが亡くなった後、王立のオーボエ楽団「Les Grands Hautbois」の彼のポストを引き継ぐ。1748年7月、パリ・オペラ座からは引退するが、以後もミュゼットの演奏は続ける。70歳近くになった頃、オルレアン家にも仕えたことがある側用人の若い娘と結婚。シェドヴィルは自分のことを、王に仕えるミュゼット奏者だと言っていた。晩年は、経済的危機に陥り、1774年には、10軒あった家を債権者に譲渡し、妻とも離婚した。1777年、「'Les Grands Hautbois」を辞して、1778年には破産を申し立て、その4年後、パリで永眠。しかし、1790年になっても、弁護士たちは彼の問題の処理に追われていた。
ラ・ボルド (Jean-Benjamin François de la Borde 1734 – 1794)は、 彼のことを「フランスが生んだ最も有名なミュゼット奏者」と称賛しながら、彼が死んだ年を実際より2年早い1780年だと間違えていた。シェドヴィルは1750年頃からフランス国王ルイ15世の第5王女ヴィクトワール・ド・フランスにミュゼットを教え始める。そのことで上流階級の間で人気の教師となり、ついには「フランス女性のミュゼットの師」という称号まで授かった。彼はミュゼット製作者でもあり、ミュゼットの音域を中央ハまで広げた。

## 仕事
シェドヴィルの作品は裕福なアマチュア音楽家たちの娯楽のために書かれた。当時のフランスの貴族は田舎（農民）の生活にロマンティックな夢想を抱いていて、田舎風の楽器の演奏に楽しみを見いだしていた。（その後、フランス革命がまったく異なる展望をもたらすことになる）。
シェドヴィルの最初の出版された作品は、ミュゼットまたはハーディ・ガーディのための小品集で、「Amusements champêtres（田舎の楽しみ）」と題され、1729年12月に刊行された。この時は「Chedeville le jeune」を名乗ったが、後の作品では「Chedeville le cadet」に変わっている（どちらも意味は「若いシェドヴィル」）。続いて発表された「Amusements champêtres」第2巻は、技術的にも音楽的にもより高度なものになっている。戦争と「好戦的なイメージ」の表現から、戦いの神・女神の名をつけられた「Amusemens de Bellone, ou Les plaisirs de Mars（ベローナの楽しみ、またはマルスの歓しみ）」では、作風ががらっと変わる。コンティ公ルイ・フランソワ1世の軍事行動に付き従った際、それにインスパイアされて作られたからである。しかし、フルート、オーボエ、ヴァイオリンのために書かれた彼の唯一の曲集「6つのソナタ」では、イタリアの影響を受けた厳粛な音楽に戻っている。

### ヴィヴァルディの偽作
1737年、シャドヴィルはジャン＝ノエル・マルシャン (Jean-Noël Marchand 1700-1756)と組んで、パリの出版社マダム・ボワヴァンから曲集を出版するが、それには「アントニオ・ヴィヴァルディ作曲『忠実な羊飼い（Il pastor Fido）』Op.13」というタイトルがついていた。シェドヴィルはその出版で利益を得たが、1989年に発見された1749年9月17日付けのマルシャンによる公正証書により偽作と証明された。ミュゼットのための作品がなかった偉大な作曲家の名を利用して、ミュゼットを流行らせることが目的だったのかもしれない。
イタリア音楽への彼の関心は、10人のイタリア人作曲家（と、イタリア人でないヨハン・ヨアヒム・クヴァンツ、アントワーヌ・マオウ[Antoine Mahaut 1719 – c. 1785]）の協奏曲やソナタをミュゼット、ハーディ・ガーディ、フルートといった楽器のために編曲した曲集を1739年8月に出版するに至る。ヴィヴァルディの「四季」をミュゼット、ヴァイオリン、フルート（フランスのフルートはリコーダーを指すこともあるが）のために編曲した「Le printems, ou Les saisons amusantes」（1739年）は面白いくらいに好評だった。彼はヴィヴァルディの「夏」を「協奏曲　ニ短調（作品8『和声と創意の試み』の第９番に置き換え、「冬」の中間楽章を「秋」に移動し、さらに「冬」を「協奏曲　ハ長調（作品８の第12番）」と入れ替えた。好き勝手のアレンジで、さらには自作の旋律まで書き加えている。

## 作品
パリで出版。ソロの器楽曲はすべて通奏低音の伴奏がつき、複数の楽器での演奏が可能なように作曲されている。

### 作品番号のついたもの
- Op.[1]「Amusements champêtres, livre 1er」（1729年）1つか2つのミュゼット/ハーディ・ガーディのための
- Op.[2]「Amusements champêtres, livre 2e'」（1731年）1つか2つのミュゼット/ハーディ・ガーディ/フルート/オーボエのための
- Op.[3]「Troisième livre d'amusements champêtres」（1733年）ミュゼット/ハーディ・ガーディ/フルート/オーボエ/ヴァイオリンのための
- Op.4「Les danses amuzantes mellées de vaudeville」（1733年）2つのミュゼット/ハーディ・ガーディ/フルート/オーボエ/ヴァイオリンのための
- Op.5「Sonates amusantes」（1734年）1つか2つのミュゼット/ハーディ・ガーディ/フルート/オーボエ/ヴァイオリンのための
- Op.6「Amusemens de Bellone, ou Les plaisirs de Mars」（1736年）1つか2つのミュゼット/ハーディ・ガーディ/フルート/オーボエのための
- Op.7「6 sonates」（1739年）フルート/オーボエ/ヴァイオリンのための
- Op.8「Les galanteries amusantes」（1739年）2つのミュゼット/ハーディ・ガーディ/フルート/ヴァイオリンのための
- Op.9「Les Deffis, ou L'étude amusante」ミュゼット/ハーディ・ガーディのための

- Op.10「Les idées françoises, ou Les délices de Chambray」（1750年）2つのミュゼット/ハーディ・ガーディ/フルート/オーボエ/ヴァイオリンのための
- Op.11（散逸）
- Op.12「Les impromptus de Fontainebleau」（1750年）2つのミュゼット/ハーディ・ガーディ/ヴァイオリン/パルドゥシュ・ド・ヴィオール/フルート/オーボエのための
- Op.13（散逸）
- Op.14「Les variations amusantes: pièces de différents auteurs ornés d'agrémens」（「スペインのラ・フォリアにもとづく変奏曲」を含む）2つのミュゼット/ハーディ・ガーディ/パルドゥシュ・ド・ヴィオール/フルート/オーボエのための

### 編曲、その他の作品
- 『忠実な羊飼い』「Il pastor fido, sonates ... del sigr Antonio Vivaldi」（1737年）ミュゼット/ハーディ・ガーディ/フルート/オーボエ/ヴァイオリンのための
- 『春、または楽しい四季』「LE PRINTEMS / ou / LES SAISONS / AMUSANTES / concertos / DANTONIO VIVALDY / Mis pour les Musettes et Vielles / avec accompagnement de Violon / Fluste et Basse continue. / PAR MR CHEDEVILLE LE CADET / Hautbois De la Chambre du Roy / et Mufette  ordinaire De l'Academie Royalle / De Mufique . Opera ottava」（1739年）（ヴィヴァルディ作曲「四季」の編曲）ミュゼット/ハーディ・ガーディ、ヴァイオリン、フルートと通奏低音のための
- 「La feste d'Iphise」（1742年）（ミシェル・ピニョレ・ド・モンテクレール作曲「イェフテ」の編曲）2つのミュゼット/ハーディ・ガーディのための
- 「Les pantomimes italiennes dansées à l'Académie royale de musique」（1742年）1つか2つのミュゼット/ハーディ・ガーディ/フルート/オーボエのための
- 「Nouveaux menuets champêtres」ミュゼット/ハーディ・ガーディ/ヴァイオリン/フルート/オーボエのための
- エヴァリスト・ダッラーバコ作曲「ヴァイオリンとチェロのための12のソナタ・ダ・カメラ」Op.4のミュゼット/ハーディ・ガーディ/フルート/オーボエ版編曲
- 「La feste de Cleopatre」（1751年）2つのミュゼット/ハーディ・ガーディのための

## ソース
- Jane M. Bowers: 'Chédeville', Grove Music Online ed. L. Macy (Accessed 2007-06-11), http://www.grovemusic.com/